# Wayne Hennessey
Wayne Robert Hennessey (Bangor, 24 januari 1987) is een Welsh voetballer die als doelman speelt. Hij verruilde Crystal Palace in juli 2021 transfervrij voor Burnley. Hennessey debuteerde in 2007 in het Welsh voetbalelftal.

## Clubcarrière
Hennessey speelde in de jeugd bij Manchester City en Wolverhampton Wanderers. Om wedstrijdervaring op te doen leenden The Wolves hem uit aan Bristol City en Stockport County. Op 16 mei 2007 debuteerde hij voor Wolverhampton tegen West Bromwich Albion in de halve finale van de play-offs van de Championship. Het seizoen erop werd hij eerste doelman. In 2009 promoveerde de club naar de Premier League. In 2012 en 2013 degradeerde de club twee jaar op rij. In augustus 2013 werd hij voor drie maanden uitgeleend aan Yeovil Town. Op 31 januari 2014 werd hij verkocht aan Crystal Palace, waardoor hij terugkeerde in de Premier League. Bij Crystal Palace tekende hij een contract tot 2017 en werd hij gehaald als doublure voor de meer ervaren Julián Speroni. Hij haalde de finale van de FA Cup 2015/16 en speelde meer dan honderd wedstrijden voor de club. In juli 2021 verbond Hennessey zich transfervrij aan Burnley FC.speelt bij Nottingham Forest

## Interlandcarrière
Op 26 mei 2007 debuteerde Hennessey voor Wales in een vriendschappelijke interland tegen Nieuw-Zeeland. Sindsdien is hij de eerste doelman van Wales. Hennessey kwam ook uit voor Wales –17, –19 en –21. Met Wales nam hij deel aan het Europees kampioenschap voetbal 2016 in Frankrijk. Wales werd in de halve finale uitgeschakeld door Portugal (0–2), na in de eerdere twee knock-outwedstrijden Noord-Ierland (1–0) en België (3–1) te hebben verslagen.

## Erelijst
| Kampioen Championship | 1x | 2008/09 |